# Lu Chunlong
Lu Chunlong (n. 8 aprilie 1989, Jiangyin⁠(d), Jiangsu, Republica Populară Chineză) este un sportiv ce a reprezentat Republica Populară Chineză, medaliat olimpic. A participat la 2 ediții ale Jocurilor Olimpice (2008, 2012) în care a câștigat o medalie de aur și o medalie de bronz.